# ГАЗ-31022
ГАЗ-31022 — российский автомобиль второй группы среднего класса с грузопассажирским кузовом типа универсал. Серийно производился с 1992 по 1997 год Горьковским автозаводом, являясь логическим продолжением модели ГАЗ-24-12. Базовый автомобиль — седан ГАЗ-31029.

## История
Производство универсала началось в конце 1992 года. В отличие от базовой модели, ГАЗ-31029, которая имела существенно переработанный кузов с новыми передней и задней оконечностями, универсал ГАЗ-31022 от своего прародителя — универсала ГАЗ-24-12 — отличался лишь передней частью, унифицированной с ГАЗ-31029, включая лонжероны, крылья, капот, решётку радиатора, щит моторного отсека, бамперы и светотехнику. Весь же кузов позади щита моторного отсека был идентичен предыдущей модели.
Несмотря на обозначение, согласно которому автомобиль должен был являться модификацией модели ГАЗ-3102, фактического отношения к ней он не имел, поскольку панель пола ГАЗ-3102 не была приспособлена для создания автомобиля с кузовом «универсал» — этому мешало расположение бензобака над задним мостом. Было выпущено несколько опытных универсалов с передком от ГАЗ-3102, однако они тоже имели панель пола, аналогичную ГАЗ-31029 (и 24-10).
Несмотря на значительный спад госзакупок, автомобиль всё ещё оставался достаточно востребованным, в первую очередь как карета «скорой помощи», при этом использовались обе модели, некоторые машины выпущенные в 90-е годы, эксплуатировались в медучреждениях вплоть до второй половины 2000-х.
Производство данного универсала в разных версиях завершилось в 1997 году, преемник — ГАЗ-310221 — фактически сохранил те же характеристики и практически тот же вид, но уже унифицированный с седаном ГАЗ-3110.

## Модификации
- ГАЗ-31022 — стандартная версия на базе модели ГАЗ-3102. Выпускался в качестве опытных образцов в 1982—1983 гг., общее количество выпущенных экземпляров неизвестно.
- ГАЗ-31022 — стандартная версия на базе седана ГАЗ-31029. Двигатель ЗМЗ-402, мощностью 100 л/с. Выпускался в 1992—1997 гг.
- ГАЗ-31023 — автомобиль скорой медицинской помощи для одного больного на носилках и бригады из двух сопровождающих медиков (не считая водителя), выполнен на базе универсала 31022. Выпускался в 1992—1997 гг.;

- ГАЗ-310221 — стандартная версия на базе седана ГАЗ-3110, двигатель ЗМЗ-402/405/406, Chrysler 2.4L DOHC. Выпускался в 1997-2008 гг.
- ГАЗ-310231 — автомобиль скорой медицинской помощи для одного больного на носилках и бригады из двух сопровождающих медиков (не считая водителя), выполнен на базе универсала 310221. Выпускался в 1997—2008 гг.;